# Charaxes occidens
Charaxes occidens är en fjärilsart som beskrevs av Van Someren 1963. Charaxes occidens ingår i släktet Charaxes och familjen praktfjärilar. Inga underarter finns listade i Catalogue of Life.